# Mick Kearin
Mick Kearin (Kildare, República de Irlanda; 9 de mayo de 1943 – 27 de julio de 2025) fue un futbolista irlandés que jugó en la posición de centrocampista.

## Carrera

### Club
| Periodo   | Club                     |
| --------- | ------------------------ |
| 1963–1966 | Bohemian FC              |
| 1966–1973 | Shamrock Rovers FC       |
| 1967      | → Boston Rovers (cedido) |
| 1973–1974 | Bohemian FC              |
| 1974      | Athlone Town AFC         |

### Selección nacional
Kearin jugó para Irlanda en una ocasión el 10 de octubre de 1971 en la derrota por 0-6 ante Austria por la clasificación para la Eurocopa 1972 en el Linzer Stadion.

## Logros
- Copa de Irlanda (3): 1966–67, 1967–68, 1968–69